# 에반 베이

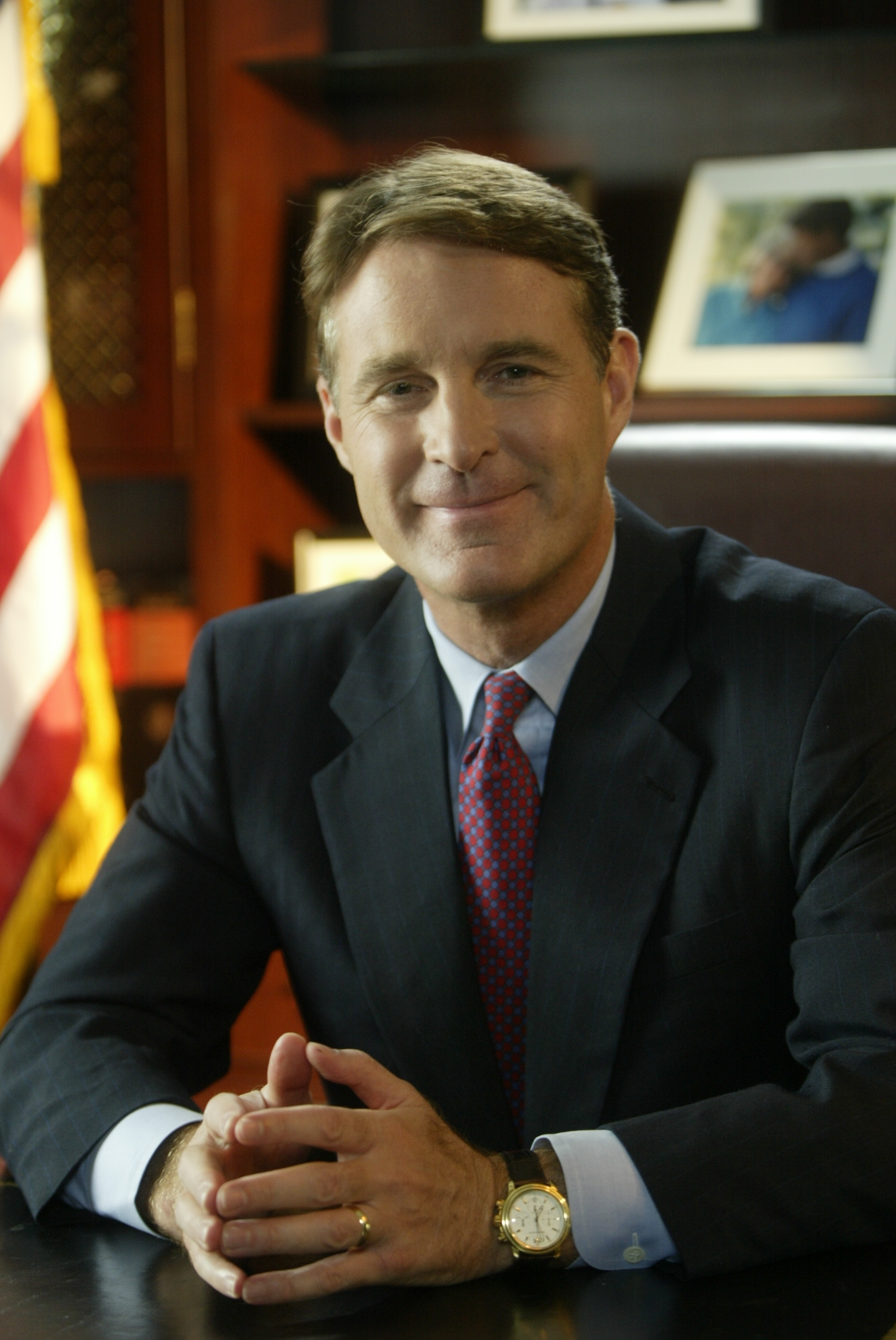
2004년 공식 초상화

에반 베이(Evan Bayh, 본명: 버치 에반스 "에반" 베이 3세, Birch Evans "Evan" Bayh III, /baə/ BY, 1955년 12월 26일 ~ )는 1989년부터 1997년까지 인디애나주의 제46대 주지사를 역임했고, 1999년부터 2011년까지 인디애나주를 대표하는 미국 상원의원을 역임한 미국의 정치인이다. 민주당 (미국) 소속인 그는 현재 대통령 정보자문위원회 위원으로 활동하고 있다.
베이는 버치 베이 주니어(Birch Bayh, Jr.) 상원의원의 아들이자 농구 코치 버치 E. 베이(Birch E. Bayh)의 손자이다. 1986년에 인디애나주 국무장관으로 공직에 처음 선출되었다. 그는 주지사로 선출되기 전 2년 동안 직책을 맡았다. 그는 두 번의 임기를 마친 후 사무실을 그만두고 잠시 인디애나 대학교 블루밍턴에서 강의하는 일을 했다. 그는 1998년에 상원의원으로 선출되었고 2004년에 재선되었다.
2010년 2월 15일, 베이는 예기치 않게 2010년 상원 재선에 도전하지 않겠다고 발표했다. 상원을 떠난 후 그는 전임자인 댄 코츠로 교체되었고 워싱턴 D.C.에 있는 법률 및 컨설팅 회사인 맥가이어우즈(McGuireWoods)의 파트너가 되었다. 아폴로 글로벌 매니지먼트(Apollo Global Management)의 수석 고문도 역임했다. 그는 2011년 3월부터 2016년 7월까지 폭스 뉴스의 시간제 기고자였다. 2011년 6월에는 미국 상공회의소의 메시징 고문이 되었다. 2011년 10월 27일, 베리 플라스틱스(Berry Plastics Corp.)가 베이를 이사회에 임명했다고 발표되었다.
2016년 민주당 예비 우승자 배런 힐(Baron Hill)이 탈퇴한 후 베이는 은퇴한 공화당 현직 의원 댄 코츠로부터 이전 상원 의석을 되찾기 위해 출마할 것이라고 발표했다. 그는 총선에서 토드 영에게 10점 차이(52% 대 42%)로 패배했다. 2022년 6월 15일 조 바이든 대통령은 베이를 대통령 정보자문위원회 위원으로 임명했다.

## 역대 선거 결과
| 선거명      | 직책명                    | 대수  | 정당   | 득표율 | 득표수      | 결과 | 당락                     |
| ----------- | ------------------------- | ----- | ------ | ------ | ----------- | ---- | ------------------------ |
| 1986년 선거 | 인디애나 주무장관         | 56대  | 민주당 | 53.32% | 828,494표   | 1위  | 인디애나주 주무장관 당선 |
| 1988년 선거 | 인디애나 주지사           | 46대  | 민주당 | 53.19% | 1,138,574표 | 1위  | 인디애나 주지사 당선     |
| 1992년 선거 | 인디애나 주지사           | 46대  | 민주당 | 62.00% | 1,382,151표 | 1위  | 인디애나 주지사 당선     |
| 1998년 선거 | 상원의원 (인디애나 제3부) | 106대 | 민주당 | 63.72% | 1,012,244표 | 1위  | 인디애나주 상원의원 당선 |
| 2004년 선거 | 상원의원 (인디애나 제3부) | 109대 | 민주당 | 61.65% | 1,496,976표 | 1위  | 인디애나주 상원의원 당선 |
| 2016년 선거 | 상원의원 (인디애나 제3부) | 115대 | 민주당 | 42.41% | 1,158,947표 | 2위  | 낙선                     |